# Thierry Mechler

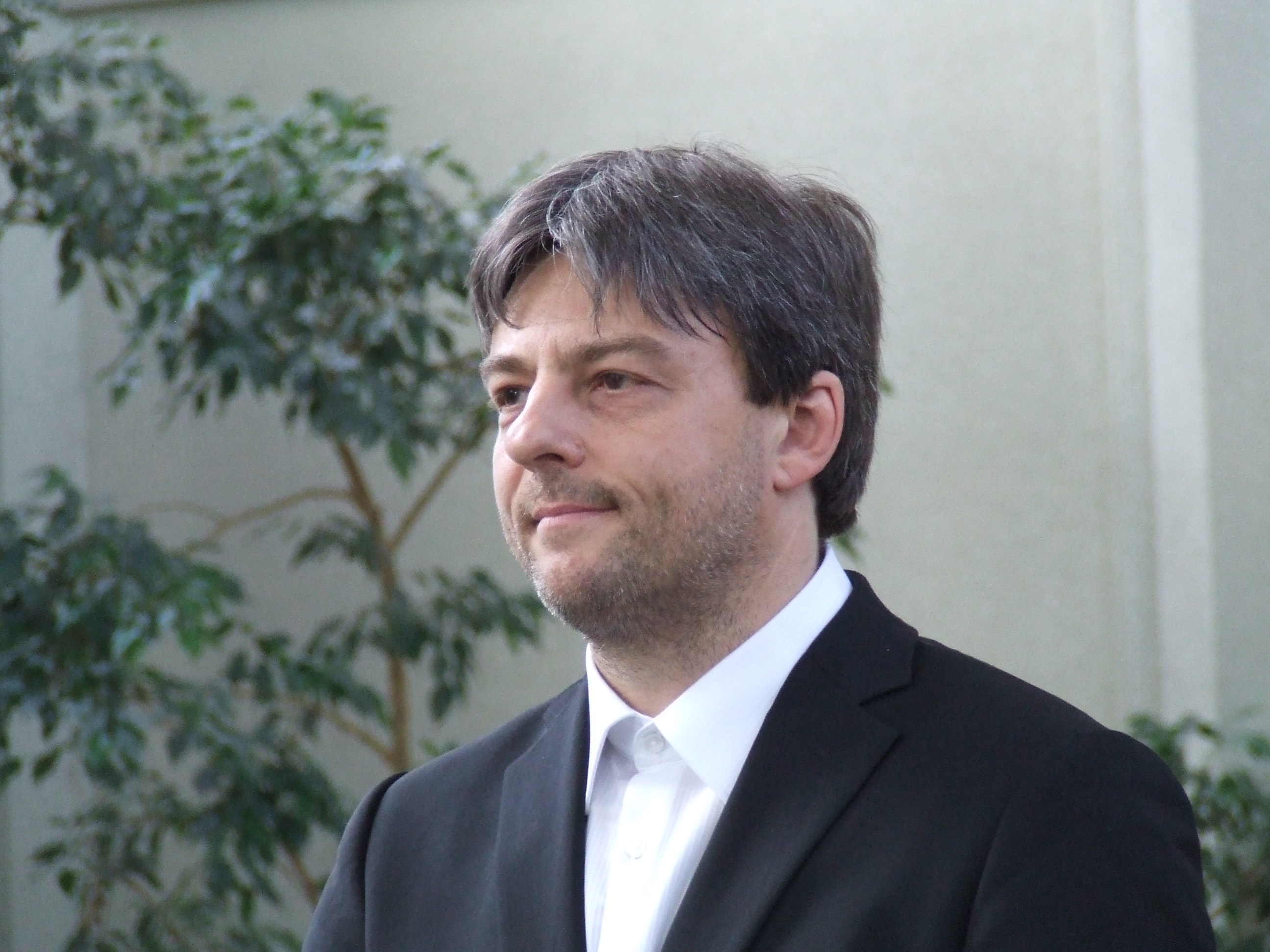
Thierry Mechler (2011)

Thierry Mechler (* 1962 in Mülhausen) ist ein französischer Komponist und Organist. Er ist Titularorganist der Kölner Philharmonie und Professor für Orgelspiel und Orgelimprovisation an der Hochschule für Musik und Tanz Köln.

## Leben
Thierry Mechler studierte Orgel an den Hochschulen Straßburg bei Daniel Roth und Paris bei Marie-Claire Alain, Improvisation in Paris bei Jacques Taddei und Klavier bei Hélène Boschi. Von 1986 bis 1989 war er Dozent an der Staatlichen Musikhochschule in Annecy. 1997/98 verfolgte er einen Lehrauftrag an der Folkwang-Hochschule in Essen. Seit 1989 ist Mechler weltweit als Konzertorganist und Pianist tätig und hat zahlreiche Aufnahmen eingespielt.
1984 wurde Mechler Titularorganist der Wallfahrts-Basilika Unsere Liebe Frau von Thierenbach im Elsass, von 1991 bis 1999 war er Titularorganist der Kathedrale von Lyon. Ab 1992 wirkte er zusätzlich als Organist und künstlerischer Leiter der Internationalen Orgelzyklen im Auditorium Maurice Ravel von Lyon. 1998 wechselte er nach Köln, wo er Professor für Orgel wurde; seit 2002 nimmt er zusätzlich die Aufgabe des Organisten der Kölner Philharmonie wahr.
Mechler war als Juror vieler Wettbewerbe, unter anderem des ARD-Wettbewerbs in München, tätig und hält Meisterklassen und Seminare zur historischen Aufführungspraxis ab.

## Preise
- 1981: Erster Preis mit Auszeichnung beim Internationalen Orgelwettbewerb in Paris.
- 1985: Erster Preis Excellence mit Auszeichnung in Paris.
- 1986: Erster Preis Virtuosité mit Auszeichnung bei Marie-Claire Alain in Paris.
- 1987: Kompositionspreis für ein Te Deum für Orgel, Mitglied der Komponistengesellschaft.
- 1991: Europäischer Förderpreis in Dresden.